# GC376
Le GC376 est un antiviral à large spectre en cours de développement par le laboratoire pharmaceutique Anivive Lifesciences pour usage thérapeutique chez l'homme et l'animal. Anivive exploite depuis 2018 le brevet de l'université d'État du Kansas sur le GC376. Cette molécule présente une activité contre de nombreux virus humains et animaux, y compris les coronavirus et les norovirus ; les recherches les plus avancées concernent les études in vivo chez le chat pour traiter la péritonite infectieuse féline, maladie mortelle provoquée par un coronavirus félin. D'autres recherches ciblent le virus de la diarrhée épidémique porcine.

## Développement
La molécule GC376 ayant une activité antivirale à large spectre contre les coronavirus, son application éventuelle contre le SARS-CoV-2 a fait l'objet de recherches dès le début de la pandémie de COVID-19. Des chercheurs de l'université de l'Arizona ont diffusé en prépublication des études in vitro indiquant que le GC376 serait très actif contre la protéase 3C-like (3CLpro) du SARS-CoV-2. Une autre équipe, à l'Université de l'Alberta, a par la suite publié des travaux confirmant l'activité du GC376 contre la 3CLpro du SARS-CoV-2 mais indiquant également un puissant effet antiviral. Lors d'un symposium virtuel sur le COVID-19 organisé à l'Institut Zuckerman de l'Université Columbia, les recherches sur le sujet dirigées par David Ho ont été rendues publiques, le GC376 étant alors qualifé d'inhibiteur de protéase le plus prometteur dans le laboratoire de Ho.

## Mode d'action
Le HC376 est un inhibiteur de protéase. Il agit par inhibition compétitive de la protéase 3C-like commune à de nombreux virus du groupe IV de la classification Baltimore, c'est-à-dire des virus à ARN monocaténaire de polarité positive. Cette protéase, notée 3CLpro, a pour fonction de cliver la polyprotéine virale en protéines non structurales indispensables à la réplication virale. D'un point de vue chimique, le GC376 un adduit de bisulfite sur le groupe aldéhyde du GC373, et il se comporte comme un promédicament pour ce dernier. C'est cet aldéhyde qui forme une liaison covalente avec le résidu de cystéine Cys144 du site catalytique de la protéase en donnant un monothioacétal qui bloque l'enzyme,.